# Psittaciformes
Papagalii (Psittaciformes) sunt un ordin de păsări zgomotoase și colorate, vechi din punct de vedere evolutiv, care trăiesc în principal în regiunile tropicale și subtropicale ale lumii – Australia, Pacific, America de Sud și Centrală. Sunt păsări cu cioc puternic curbat, poziție verticală și picioare cu gheare. Sunt clasificate în patru familii care conțin aproximativ 410 specii din 101 genuri. În emisfera sudică, distribuția lor se extinde până la Țara de Foc din Patagonia și Noua Zeelandă. De asemenea, au populat Europa în Eocen, iar unele specii se răspândesc în prezent în Europa ca specii invazive. Cei mai vechi reprezentanți ai acestui grup sunt cunoscuți din descoperiri fosile din perioada Paleogen (Terțiarul târziu), cu peste 45 de milioane de ani în urmă.

## Taxonomie

### Etimologie
Denumirea „Psittaciformes” provine din greaca veche pentru papagal, ψιττακός/psittacus, a cărei origine este neclară. Ctesias (secolul al V-lea î.Hr.) a înregistrat numele psittacus după numele indian pentru o pasăre, cel mai probabil un papagal (acum plasat în genul Psittacula). Pliniu cel Bătrân (23/24-79 d.Hr.) în Istoria Naturală (cartea 10, capitolul 58) a notat că indienii numeau pasărea „siptaces”; cu toate acestea, nu a fost identificat niciun nume indian corespunzător.

### Filogenie
Majoritatea taxonomiștilor împart acum Psittaciformes în patru familii: Strigopidae (papagalii din Noua Zeelandă), Cacatuidae (cacadu), Psittacidae (papagalii din Africa și Lumea Nouă) și Psittaculidae (papagalii din Lumea Veche). În 2012, Leo Joseph și colaboratorii au propus ca papagalii să fie împărțiți în șase familii. Papagalii din Noua Zeelandă din genul Nestor au fost plasați într-o familie separată Nestoridae, iar cele două genuri bazale din familia Psittaculidae (Psittrichas și Coracopsis) au fost plasate într-o familie separată Psittrichasidae.  Cele două familii suplimentare nu au fost recunoscute de taxonomiștii implicați în conservarea listelor de păsări ale lumii și, în schimb, sunt recunoscute doar patru familii.
Următoarea cladogramă arată relațiile filogenetice dintre cele patru familii.
|  | Cacatuidae – cacadu (22 specii) |
|  | |
|  | \| \| Psittacidae – papagali din Africa și Lumea Nouă (179 specii) \| \| \| \| \| \| Psittaculidae – papagali din Lumea Veche (203 specii) \| \| \| \| |
|  | |
|  | Psittacidae – papagali din Africa și Lumea Nouă (179 specii)                                                                                           |
|  | |
|  | Psittaculidae – papagali din Lumea Veche (203 specii)                                                                                                  |
|  | |

|  | Psittacidae – papagali din Africa și Lumea Nouă (179 specii) |
|  |                                                              |
|  | Psittaculidae – papagali din Lumea Veche (203 specii)        |
|  |                                                              |

|  | Cacatuidae – cacadu (22 specii) |
|  | |
|  | \| \| Psittacidae – papagali din Africa și Lumea Nouă (179 specii) \| \| \| \| \| \| Psittaculidae – papagali din Lumea Veche (203 specii) \| \| \| \| |
|  | |
|  | Psittacidae – papagali din Africa și Lumea Nouă (179 specii)                                                                                           |
|  | |
|  | Psittaculidae – papagali din Lumea Veche (203 specii)                                                                                                  |
|  | |

|  | Psittacidae – papagali din Africa și Lumea Nouă (179 specii) |
|  |                                                              |
|  | Psittaculidae – papagali din Lumea Veche (203 specii)        |
|  |                                                              |

### Sistematică

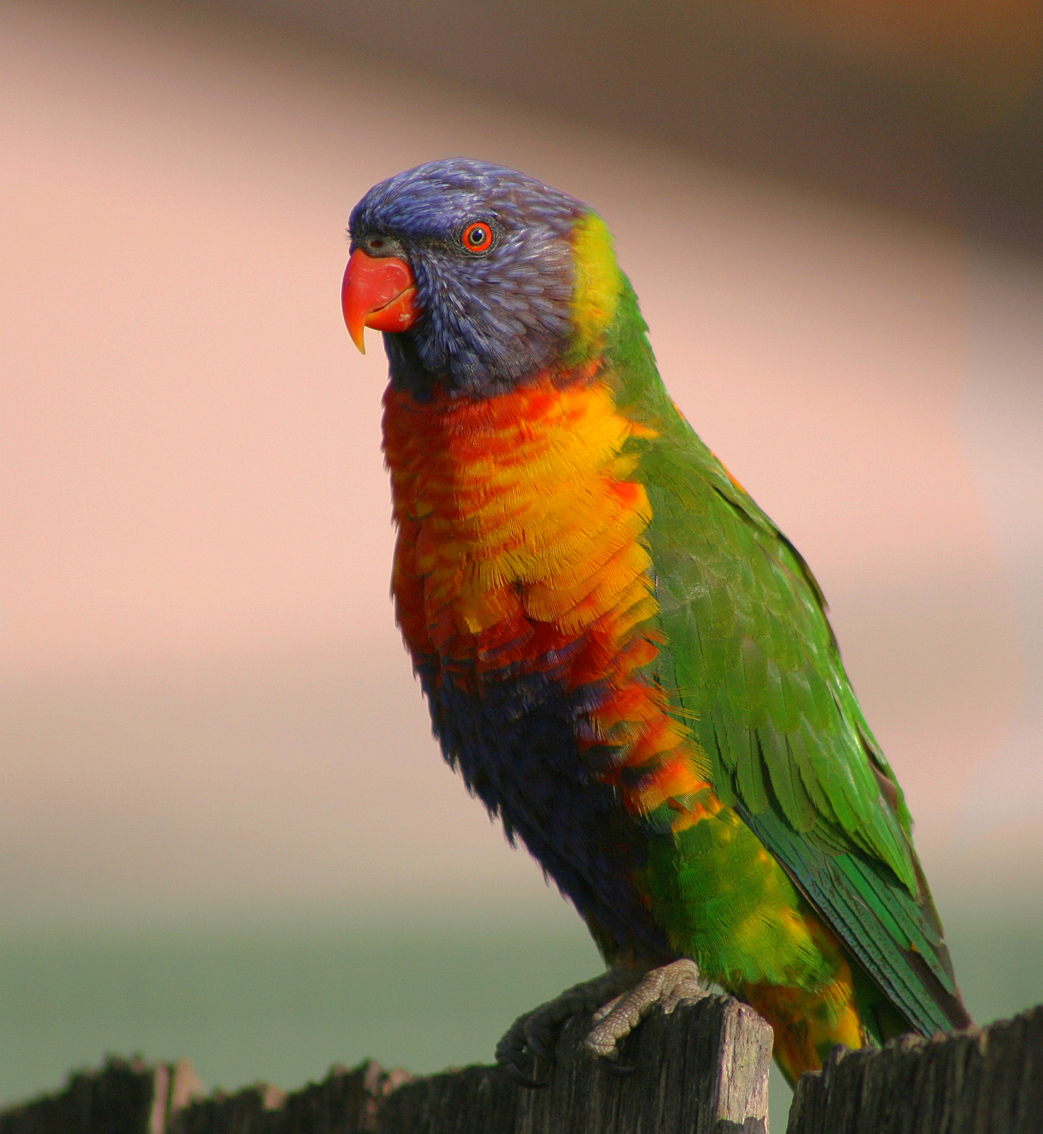
Trichoglossus moluccanus

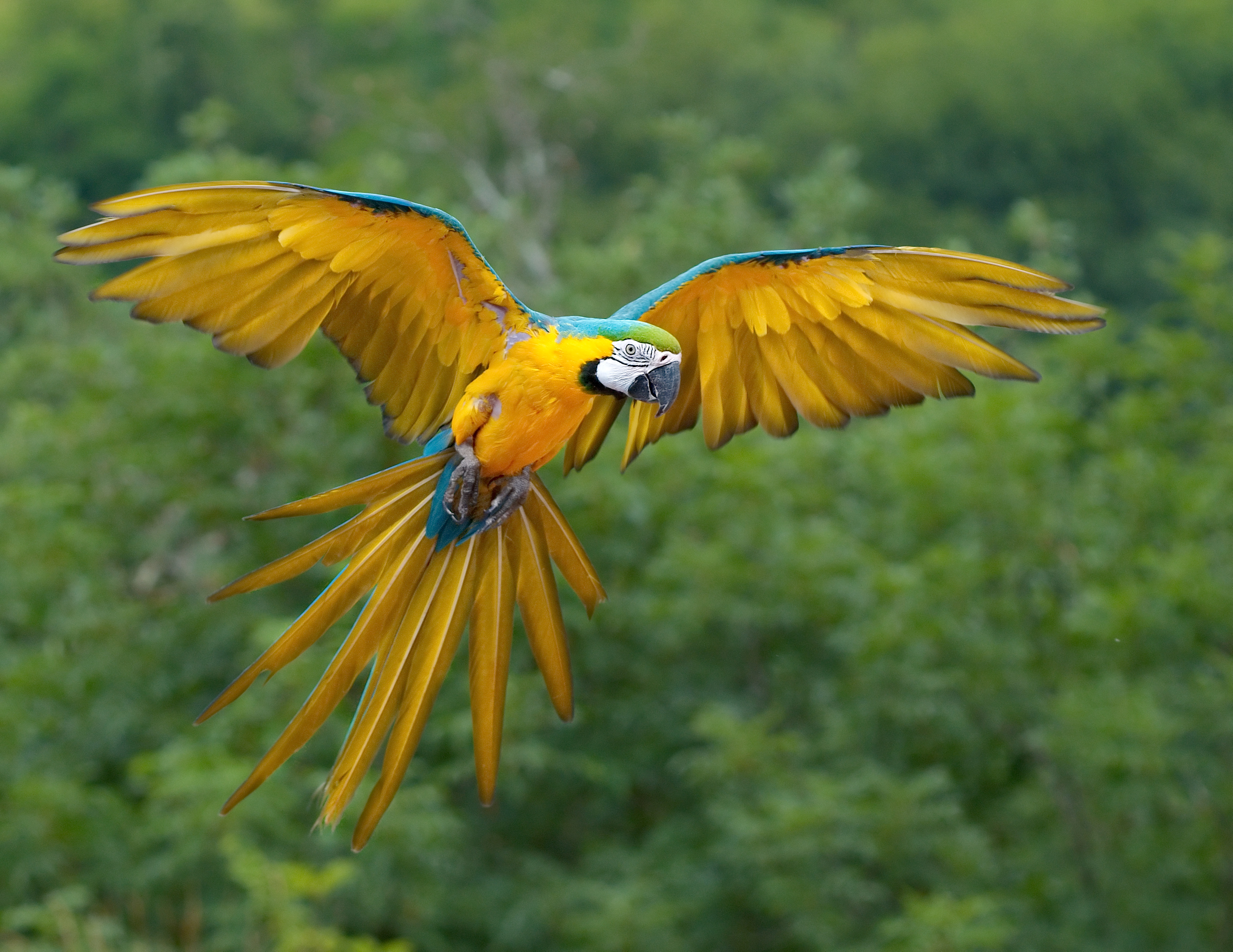
Ara cu piept galben

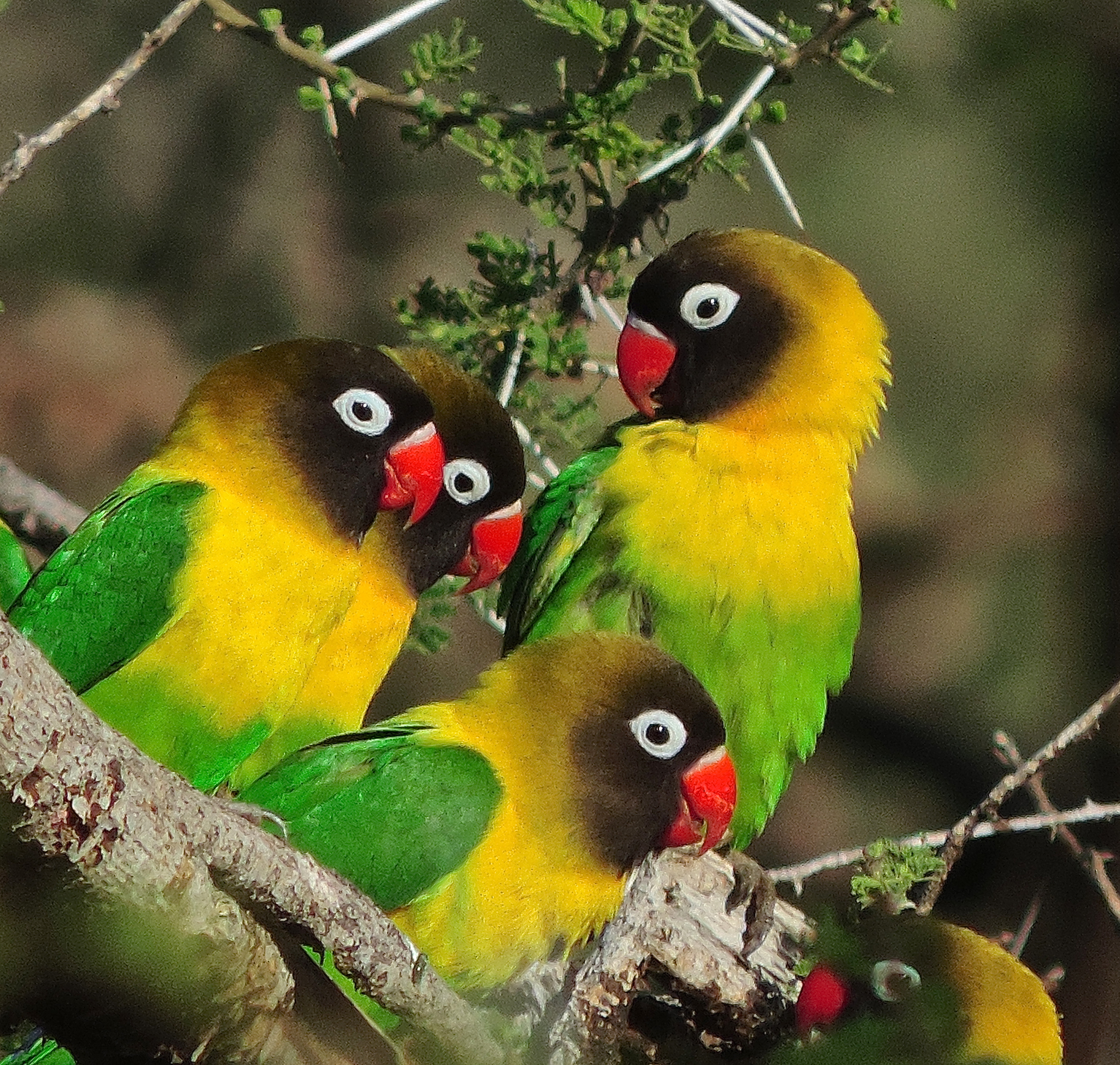
Agapornis personatus

Ordinul Psittaciformes este format din patru familii care conțin aproximativ 410 specii aparținând la 101 genuri.
- Familia Strigopidae
  - Subfamilia Nestorinae
  - Subfamilia Strigopinae
- Familia Cacatuidae
  - Subfamilia Nymphicinae
  - Subfamilia Calyptorhynchinae
  - Subfamilia Cacatuinae
    - Tribul Microglossini
    - Tribul Cacatuini
- Familia Psittacidae
  - Subfamilia Psittacinae: două genuri africane
  - Subfamilia Arinae
    - Tribul Arini: 18 genuri
    - Tribul Androglossini: 7 genuri
- Familia Psittaculidae
  - Subfamilia Psittrichasinae
  - Subfamilia Platycercinae
    - Tribul Pezoporini
    - Tribul Platycercini

  - Subfamilia Psittacellinae: un gen cu câteva specii
  - Subfamilia Loriinae
    - Tribul Loriini
    - Tribul Melopsittacini: peruși
    - Tribul Cyclopsittini:

  - Subfamilia Agapornithinae: 3 genuri
  - Subfamilia Psittaculinae
    - Tribul Polytelini: 3 genuri
    - Tribul Psittaculini:
    - Tribul Micropsittini: papagali pigmei

## Morfologie

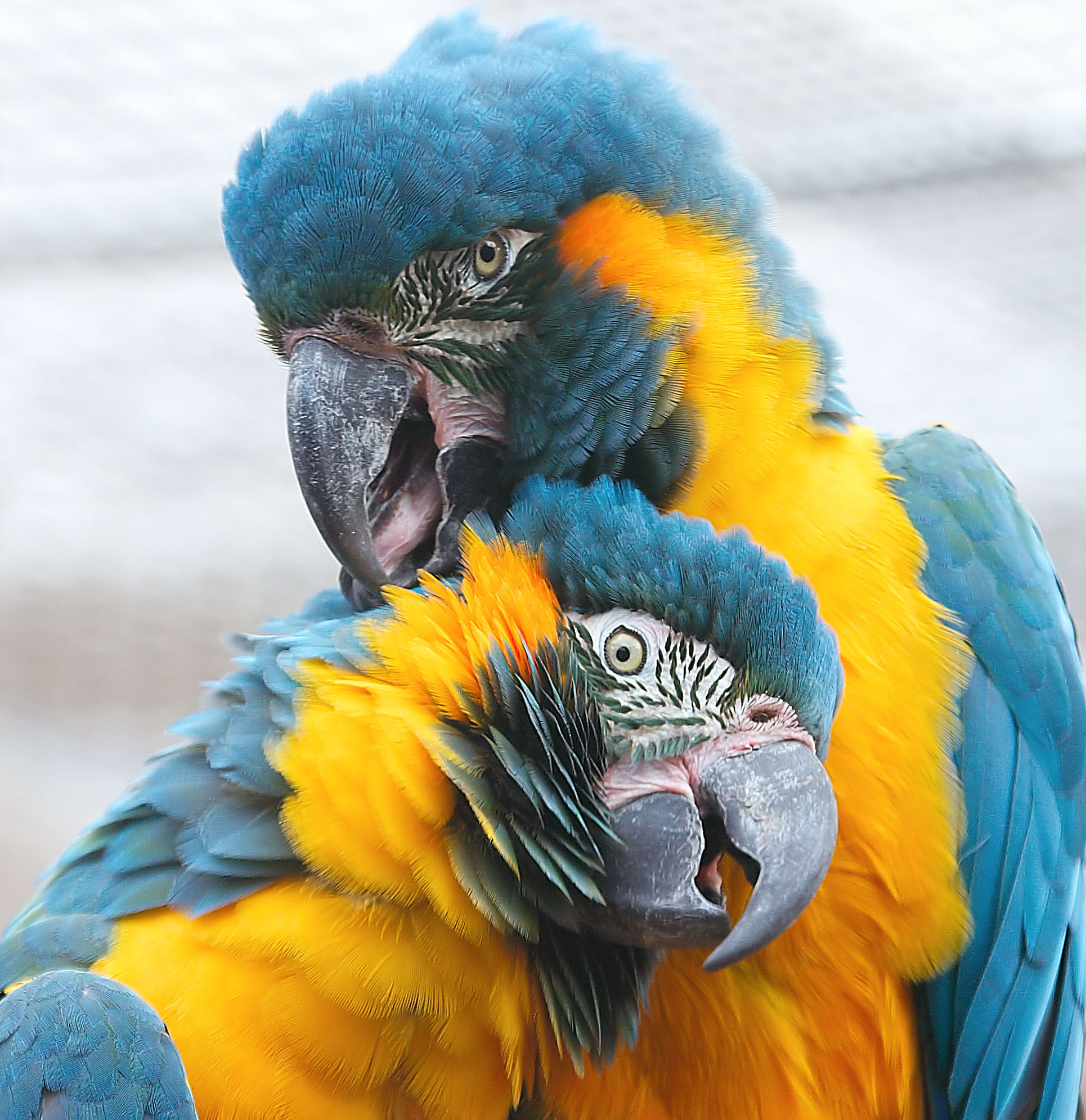
Ara glaucogularis

Dimensiunile speciilor vii variază de la papagalul pigmeu Micropsitta pusio cu o greutate de sub 10 grame și o lungime de 8 centrimetri,, până la papagalul-macaw albastru, cu o lungime de 1 metru, și kākāpō, cu o greutate de 4 kg. Dintre superfamilii, cele trei specii Strigopoidea existente sunt toate papagali mari, iar cacatua tind să fie, de asemenea, păsări mari. Papagalii Psittacoidea sunt mult mai variabili, cuprinzând întregul spectru de dimensiuni prezentat de familie.
Cea mai evidentă caracteristică fizică este ciocul puternic, curbat și lat. Mandibula superioară este proeminentă, se curbează în jos și ajunge la un vârf. Aceasta nu este lipită de craniu, ceea ce îi permite să se miște independent și contribuie la presiunea enormă pe care o pot exercita păsările la mușcătură. Un macaw mare, de exemplu, are o forță de mușcare de 35 kg/cm2, aproape de cea a unui câine mare.
Capul este mare, cu ochii poziționați sus și lateral, astfel încât câmpul vizual al papagalilor este diferit de cel al oricărei alte păsări. Fără să-și întoarcă capul, un papagal poate vedea de sub vârful ciocului, de deasupra capului și destul de departe în spatele capului. Papagalii au, de asemenea, un câmp binocular frontal destul de larg pentru o pasăre, deși acesta nu este nici pe departe la fel de mare precum câmpurile vizuale binoculare ale primatelor. Spre deosebire de oameni, vederea papagalilor este sensibilă și la lumina ultravioletă.
Papagalii au picioare zigodactile puternice (două degete în față și două în spate) cu gheare ascuțite și alungite, care sunt utilizate pentru cățărare și balansare. Majoritatea speciilor sunt capabile să își folosească picioarele pentru a manipula hrana și alte obiecte cu un grad ridicat de dexteritate, într-un mod similar cu cel în care un om își folosește mâinile. Un studiu efectuat pe papagalii australieni a demonstrat că aceștia prezintă o preferință distinctă în ceea ce privește piciorul folosit pentru a ridica mâncarea, papagalii adulți fiind aproape exclusiv „cu piciorul stâng” sau „cu piciorul drept”, iar prevalența fiecărei preferințe în cadrul populației variază în funcție de specie.
Speciile de cacadu au o creastă mobilă de pene în vârful capului, pe care o pot ridica și retrage. Nici un alt papagal nu poate face acest lucru, dar papagalii de Pacific din genurile Vini și Phigys își pot ondula penele de pe creștet și de pe ceafă, iar papagalul cu evantai roșu are un evantai proeminent de pene pe gât, pe care îl poate ridica și coborî în voie. Culoarea predominantă a penajului papagalilor este verde, deși majoritatea speciilor au roșu sau o altă culoare în cantități mici. Cu toate acestea, cacadu sunt predominant negri sau albi, cu ceva roșu, roz sau galben. Dimorfismul sexual puternic în penaj nu este tipic la papagali, cu câteva excepții notabile, cea mai izbitoare fiind la papagalii din genul Eclectus. Cu toate acestea, s-a demonstrat că unele specii de papagali prezintă un penaj cu dimorfism sexual în spectrul ultraviolet, în mod normal invizibil pentru oameni.

## Distribuție și habitat

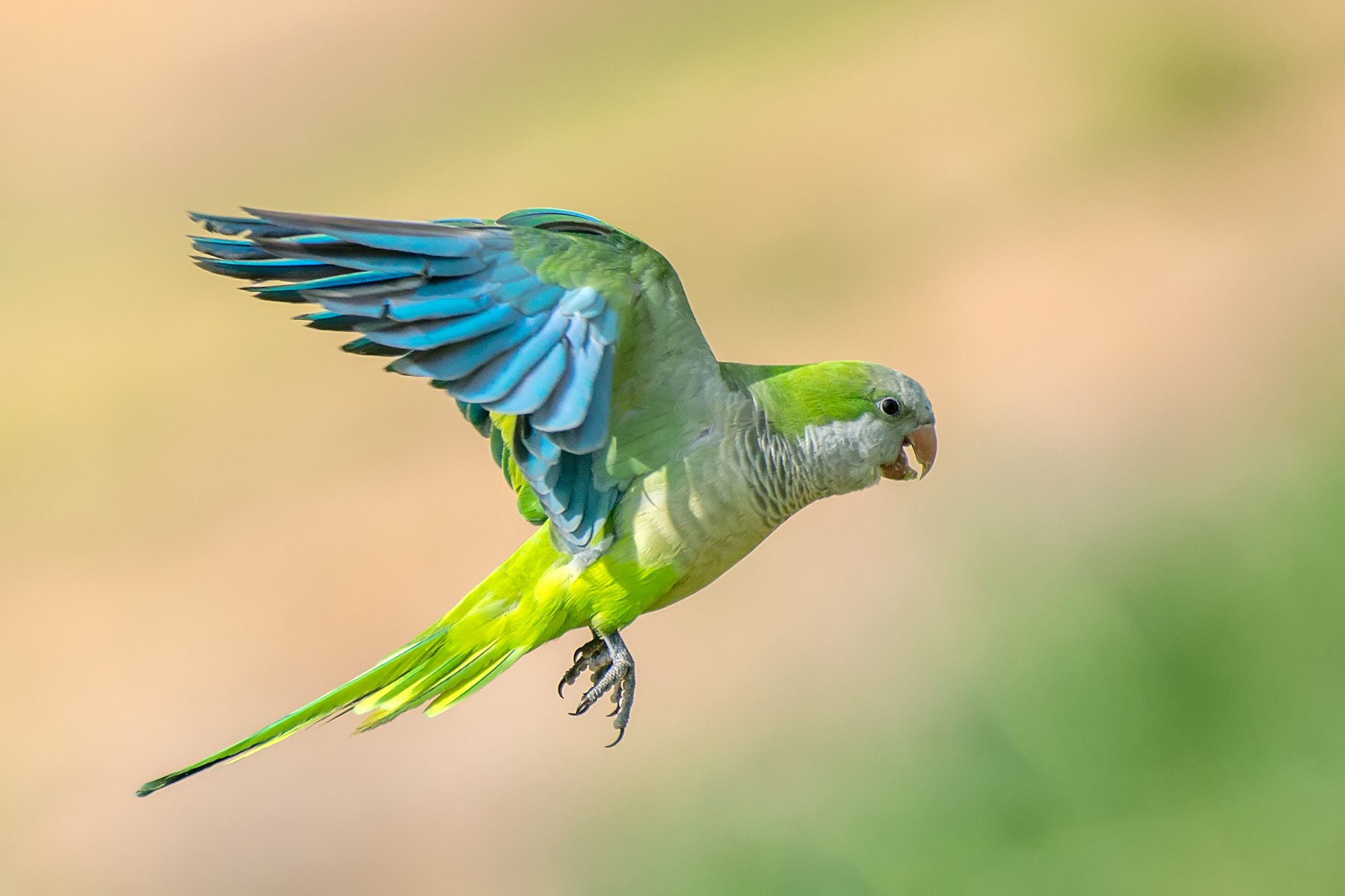
Perușul călugăr a fost introdus în zonele cu climă temperată

Papagalii se găsesc pe toate continentele și regiunile tropicale și subtropicale, inclusiv Australia și Oceania,. Asia de Sud, Asia de Sud-Est, America Centrală, America de Sud, și Africa. Unele insule din Caraibe și Pacific găzduiesc specii endemice.
De departe, cel mai mare număr de specii de papagali provin din Australasia și America de Sud. Lori și lorikeet sunt răspândite din Sulawesi și Filipine în nord până în Australia și prin Pacific până în Polinezia Franceză, cea mai mare diversitate găsindu-se în și în jurul Noii Guinee. Subfamilia Arinae cuprinde toți papagalii neotropicali și se întinde din nordul Mexicului și Bahamas până în Țara de Foc în extremitatea sudică a Americii de Sud. Papagalii pigmei, tribul Micropsittini, formează un mic gen restrâns la Noua Guinee și Insulele Solomon.  Superfamilia Strigopoidea conține trei specii vii de papagali non-tipici din Noua Zeelandă. Papagalii cu coadă lată, subfamilia Platycercinae, sunt restrânși la Australia, Noua Zeelandă și insulele din Pacific, până în Fiji. Superfamilia papagalilor tipici, Psittacoidea, include o gamă de specii din Australia și Noua Guinee până în Asia de Sud și Africa. Centrul biodiversității cacatua este Australia și Noua Guinee, deși unele specii ajung în Insulele Solomon.
Mai mulți papagali locuiesc în regiunile reci și temperate din America de Sud și Noua Zeelandă. Trei specii – papagalul cu cioc gros, papagalul verde și papagalul Carolina, acum dispărut – au trăit până în nord, în sudul Statelor Unite. Mulți papagali, în special peruși călugări, au fost introduși în zonele cu climă temperată și au stabilit populații stabile în unele părți ale Statelor Unite (inclusiv New York), Regatul Unit, Belgia, Spania, și Grecia. Aceste păsări pot avea destul succes în zonele introduse. Singurul papagal care locuiește în climatele alpine este kea, care este endemic lanțului muntos Southern Alps din Insula de Sud a Noii Zeelande.
Puțini papagali sunt complet sedentari sau complet migratori. Majoritatea se situează undeva între cele două extreme, efectuând deplasări regionale greu de înțeles, unii adoptând un stil de viață complet nomad. Doar trei specii sunt migratoare: papagalii cu burtă portocalie, papagalii cu aripi albastre și papagalii rapizi.

## Comportament

### Hrană

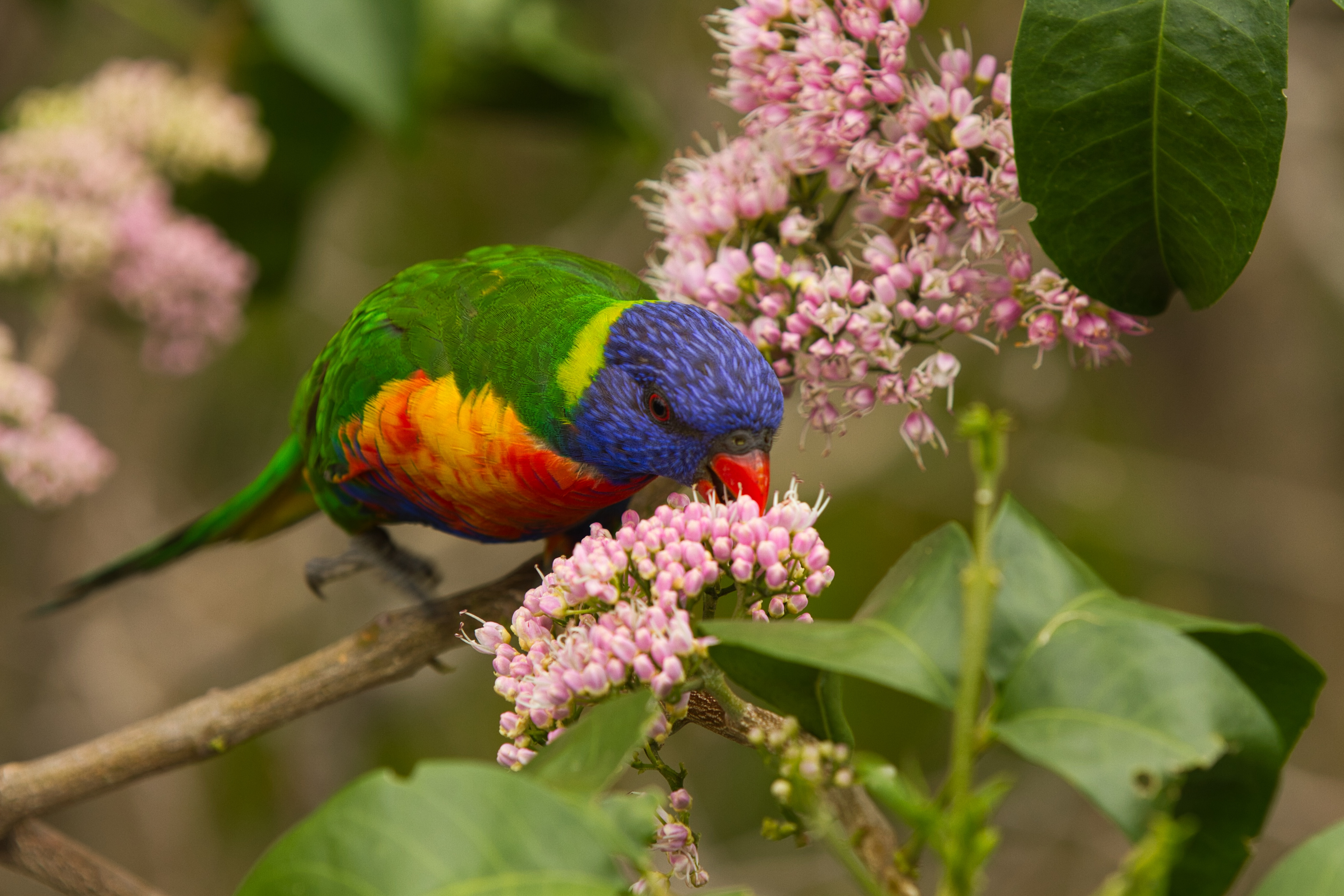
Trichoglossus moluccanus hrănindu-se cu nectar

Dieta papagalilor constă în semințe, fructe, nectar, polen, muguri și, uneori, artropode și alte animale de pradă. Cele mai importante dintre acestea pentru majoritatea papagalilor cacadu și a celor tipici sunt semințele; ciocul mare și puternic a evoluat pentru a deschide și consuma semințe dure. Toți papagalii tipici, cu excepția papagalului Pesquet, folosesc aceeași metodă pentru a obține semințele din coajă; semințele sunt ținute între mandibule, iar mandibula inferioară zdrobește coaja, după care semințele sunt rotite în cioc și coaja rămasă este îndepărtată.
Uneori, își pot folosi piciorul pentru a ține semințele mari în loc. Papagalii sunt mai degrabă granivori decât dispersori de semințe și, în multe cazuri în care sunt văzuți consumând fructe, ei mănâncă fructele doar pentru a ajunge la semințe. Deoarece semințele au adesea otrăvuri care le protejează, papagalii îndepărtează cu grijă învelișul semințelor și alte părți ale fructelor protejate chimic înainte de a le ingera. Multe specii din America, Africa și Papua Noua Guinee consumă argilă, care eliberează minerale și absoarbe compuși toxici din intestin.
Gama geografică și dimensiunea corpului explică predominant compoziția dietei papagalilor neotropicali, mai degrabă decât filogenia.
Papagalii agățători, papagalii iuți, cei din tribul Loriini sunt în primul rând consumatori de nectar și polen și au vârful limbii ca o perie pentru a le colecta, precum și unele adaptări intestinale specializate. Multe alte specii consumă, de asemenea, nectar atunci când acesta devine disponibil.
Unele specii de papagali se hrănesc cu animale, în special cu larve de nevertebrate. Papagalii cu aripi aurii se hrănesc cu melci de apă, iar kakariki antipodal, un papagal din Noua Zeelandă, intră în vizuinile petrelilor de furtună cu spatele gri care cuibăresc și omoară adulții care clocesc. Unii cacadu și kākā din Noua Zeelandă sapă cu ciocul în lemn pentru a se hrăni cu larve; cea mai mare parte a dietei papagalului cacadu negru cu coada galbenă este alcătuită din insecte.

### Reproducere
Cu puține excepții, papagalii sunt reproducători monogami care cuibăresc în cavități și nu dețin alte teritorii în afară de locurile lor de cuibărit. Legăturile de pereche ale papagalilor sunt puternice și o pereche rămâne apropiată în timpul sezonului fără reproducere, chiar dacă se alătură unor stoluri mai mari. Ca în cazul multor păsări, formarea legăturii de pereche este precedată de manifestări de curtare; acestea sunt relativ simple în cazul papagalilor cacadu. În cazul papagalilor Psittacidae, manifestările de împerechere obișnuite, efectuate de obicei de mascul, includ pași lenți și intenționați cunoscuți sub numele de „paradă” sau „plimbare impunătoare” și „strălucirea-ochiul", în care pupila ochiului se contractă pentru a dezvălui marginea irisului.
Majoritatea papagalilor își fac cuiburile în cavități, fie în golurile copacilor, fie în cavități săpate. Doar perușul călugăr și cinci specii de papagali amorezi își construiesc cuiburile în copaci, iar trei papagali de sol australieni și neozeelandezi își fac cuiburile pe sol. 

### Inteligență și învățarea
Unii papagali gri africani au demonstrat capacitatea de a asocia cuvintele cu semnificația lor și de a forma propoziții simple. Împreună cu ciorile, corbii și gaițele (familia Corvidae), papagalii sunt considerați cele mai inteligente păsări. Raportul dintre dimensiunea creierului și cea a corpului la psittacine și corvine este comparabil cu cel al primatelor superioare.

## Relația cu oamenii

### Animale de companie

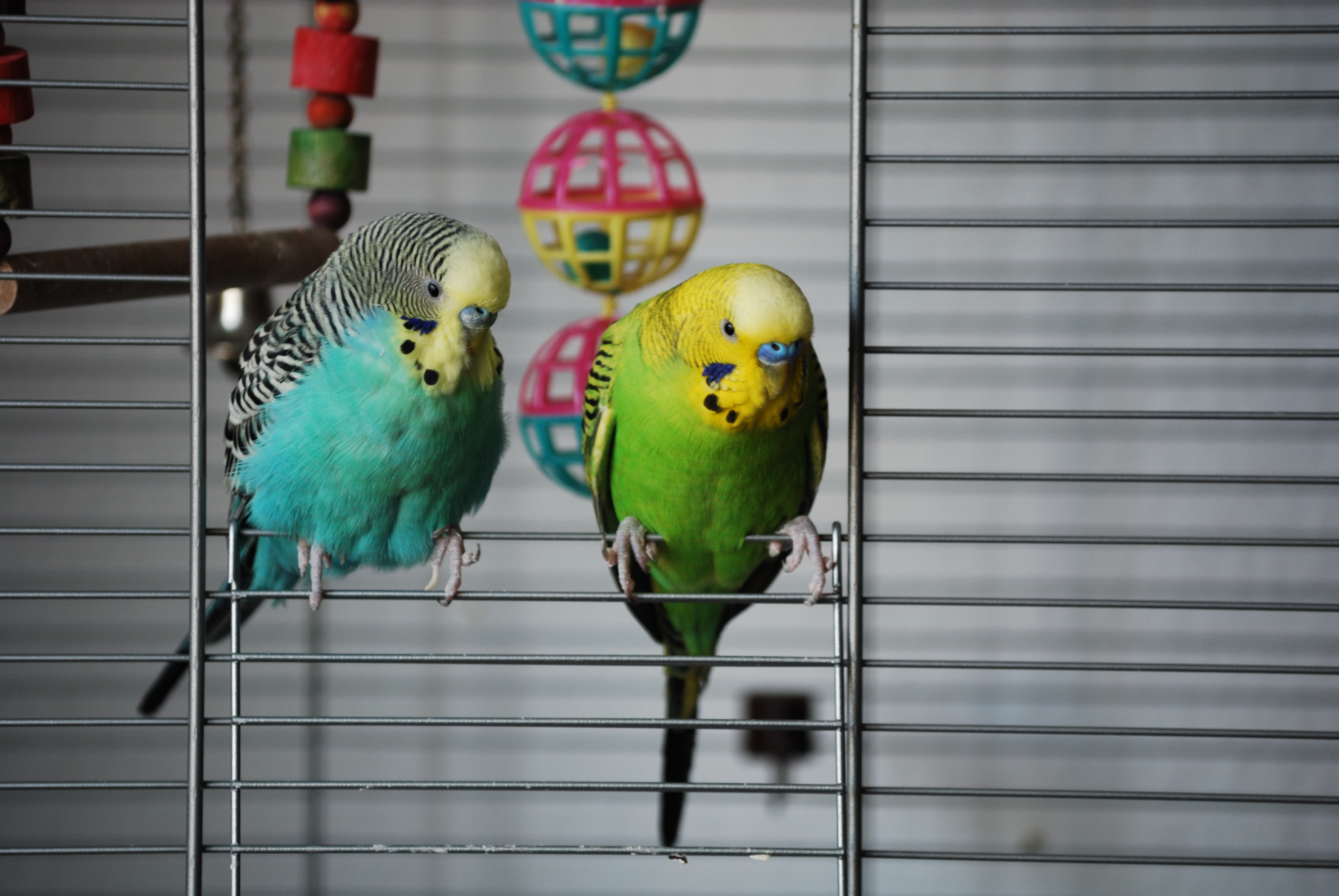
Perușii sunt cele mai comune animale de companie printre psittaciforme, urmate de papagalul nimfă.

Capacitatea papagalilor de a imita cuvintele oamenilor, precum și culorile lor strălucitoare și frumusețea lor atrag cumpărături impulsive din partea consumatorilor neștiutori. Papagalul domestic, un papagal mic, este cea mai populară dintre toate speciile de păsări de companie. Papagalii sunt animale de companie care necesită o cantitate enormă de atenție, îngrijire și stimulare intelectuală pentru a se dezvolta în mod corespunzător, similar cu ceea ce are nevoie un copil de trei ani, astfel încât mulți oameni nu sunt în măsură să le ofere acest lucru pe termen lung. Pentru majoritatea oamenilor, papagalii pot să nu fie un bun animal de companie din cauza instinctelor lor naturale sălbatice, cum ar fi țipătul și mestecatul. Deși papagalii pot fi foarte afectuoși și drăguți atunci când sunt imaturi, ei devin adesea agresivi atunci când ajung la maturitate (parțial din cauza manipulării necorespunzătoare și a dresajului deficitar) și pot ciupi, provocând răni grave. Din acest motiv, grupurile de salvare a papagalilor estimează că majoritatea papagalilor sunt predați și relocalizați în cel puțin cinci case înainte de a ajunge la destinația lor permanentă sau înainte de a muri prematur din cauza neglijenței și abuzului intenționat sau neintenționat.
Europenii creșteau păsări care corespundeau descrierii papagalului cu guler, documentat în special într-o relatare din secolul I a lui Pliniu cel Bătrân. Deși au fost prețuiți timp de mii de ani pentru frumusețea și capacitatea lor de a vorbi, au fost adesea înțeleși greșit. De exemplu, autorul Wolfgang de Grahl spune în cartea sa The Grey Parrot (1987) că unii importatori puneau papagalii să bea doar cafea în timp ce erau transportați cu vaporul, crezând că apa pură este dăunătoare și că acțiunile lor vor crește ratele de supraviețuire în timpul transportului. În zilele noastre, se acceptă în mod obișnuit că pentru păsări este toxică cafeina din cafea.

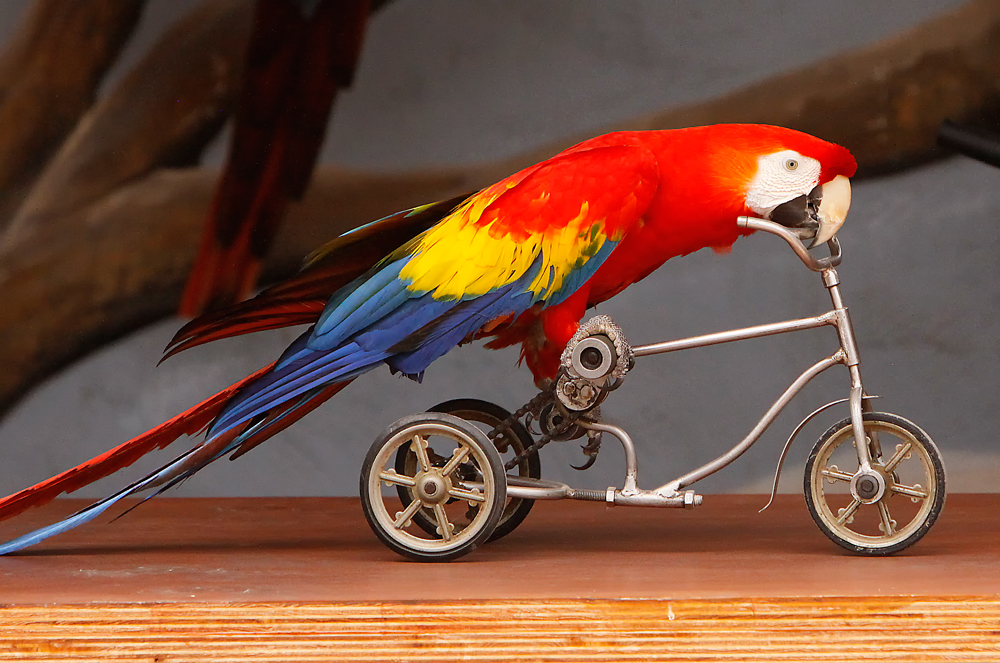
Ara roșu pe o tricicletă la un spectacol în Spania

Papagalii de companie pot fi ținuți într-o colivie sau într-o volieră, deși, în general, papagalilor îmblânziți trebuie să li se permită să iasă în mod regulat pe un suport sau într-o anumită zonă. Temperamentele și personalitățile papagalilor variază chiar și în cadrul unei specii, la fel ca în cazul raselor de câini. Se consideră că papagalii gri sunt excelenți vorbitori, dar nu toți papagalii gri vor să vorbească, deși au capacitatea de a face acest lucru. Nivelul de zgomot, capacitatea de a vorbi, dorința de a se îmbrățișa cu oamenii și nevoile de îngrijire pot depinde uneori de modul în care pasărea este îngrijită și de atenția pe care o primește în mod regulat. Papagalii care sunt crescuți pentru animale de companie pot fi hrăniți manual sau obișnuiți să interacționeze cu oamenii de la o vârstă fragedă pentru a se asigura că devin docili și încrezători. Cu toate acestea, chiar și atunci când sunt hrăniți cu mâna, papagalii revin la ciupituri și agresivitate în timpul creșterilor hormonale și dacă sunt manipulați greșit sau neglijați. Papagalii nu sunt animale de companie care necesită puțină întreținere; ei au nevoie de hrană, îngrijire, îngrijire veterinară, dresaj și îmbogățirea mediului prin furnizarea de jucării, exerciții și interacțiune socială (cu alți papagali sau oameni) pentru o bună sănătate.
Unele specii mari de papagali au o durată de viață foarte lungă, de 80 de ani, și vârste record de peste 100 de ani. Papagalii mici, cum ar fi papagalii amorezi, papagalii agățători și perușii, au durate de viață mai scurte de până la 15-20 de ani. Unele specii de papagali pot fi destul de gălăgioase, iar mulți dintre papagalii mai mari pot fi distructivi și necesită o colivie foarte mare și o aprovizionare regulată cu jucării noi, crengi sau alte obiecte pe care să le roadă. Inteligența papagalilor înseamnă că aceștia învață rapid trucuri și alte comportamente – atât bune, cât și rele – care le aduc ceea ce își doresc, cum ar fi atenția sau recompensele.
Popularitatea, longevitatea și inteligența multora dintre cele mai mari tipuri de papagali de companie și trăsăturile lor sălbatice, cum ar fi țipătul, au făcut ca multe păsări să trebuiască să fie relocate pe parcursul vieții lor lungi. O problemă frecventă este aceea că papagalii mari care sunt drăgălași și blânzi în tinerețe se transformă în adulți inteligenți, complecși, adesea pretențioși, care pot trăi mai mult decât stăpânii lor și pot deveni, de asemenea, agresivi sau chiar periculoși. Din cauza numărului tot mai mare de papagali fără adăpost, aceștia sunt eutanasiați precum câinii și pisicile, iar centrele de adopție a papagalilor și sanctuarele devin din ce în ce mai aglomerate. Papagalii nu se simt adesea bine în captivitate, ceea ce face ca unii papagali să înnebunească și să dezvolte comportamente repetitive, cum ar fi legănatul și țipătul, sau devin cuprinși de o frică intensă. Distrugerea penelor și automutilarea, deși nu sunt des întâlnite în sălbăticie, apar frecvent în captivitate.

### Cultură

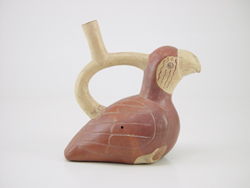
Papagal Moche, 200 d.Hr. Colecția Muzeului Larco din Lima, Peru

Papagalii au apărut în scrierile, poveștile, arta, umorul, religia și muzica oamenilor timp de mii de ani, cum ar fi fabula lui Esop „Papagalul și pisica”, mențiunea „Papagalul poate vorbi și totuși nu este nimic mai mult decât o pasăre” din Cartea riturilor din China antică. Printre cărțile recente despre papagali în cultura umană se numără Parrot Culture.
În antichitate și în prezent, penele de papagal au fost folosite în ceremonii și pentru decorare. De asemenea, au o istorie îndelungată ca animale de companie, care datează de mii de ani, și erau adesea păstrate ca simbol al regalității sau al bogăției.
Papagalii sunt folosiți ca simboluri ale națiunilor și naționalismului. Dominica are un papagal pe steag și doi papagali pe stema sa. Papagalul St. Vincent este pasărea națională a St. Vincent și Grenadine, o națiune din Caraibe.
Papagalii au fost o sursă de hrană pentru mai multe grupuri. Coloniștii australieni făceau plăcinte cu carne de papagal, în timp ce maori vânau kākāpō pentru carnea și penele lor.

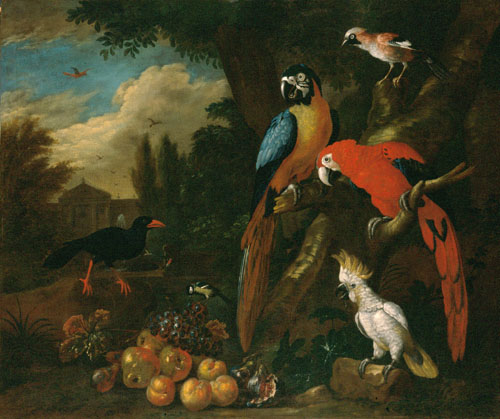
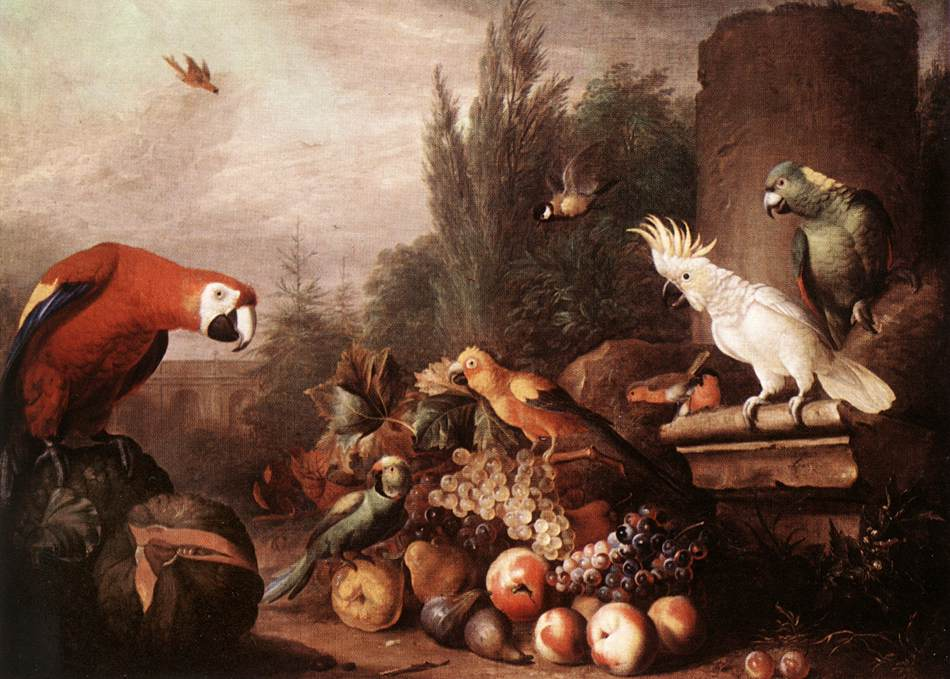
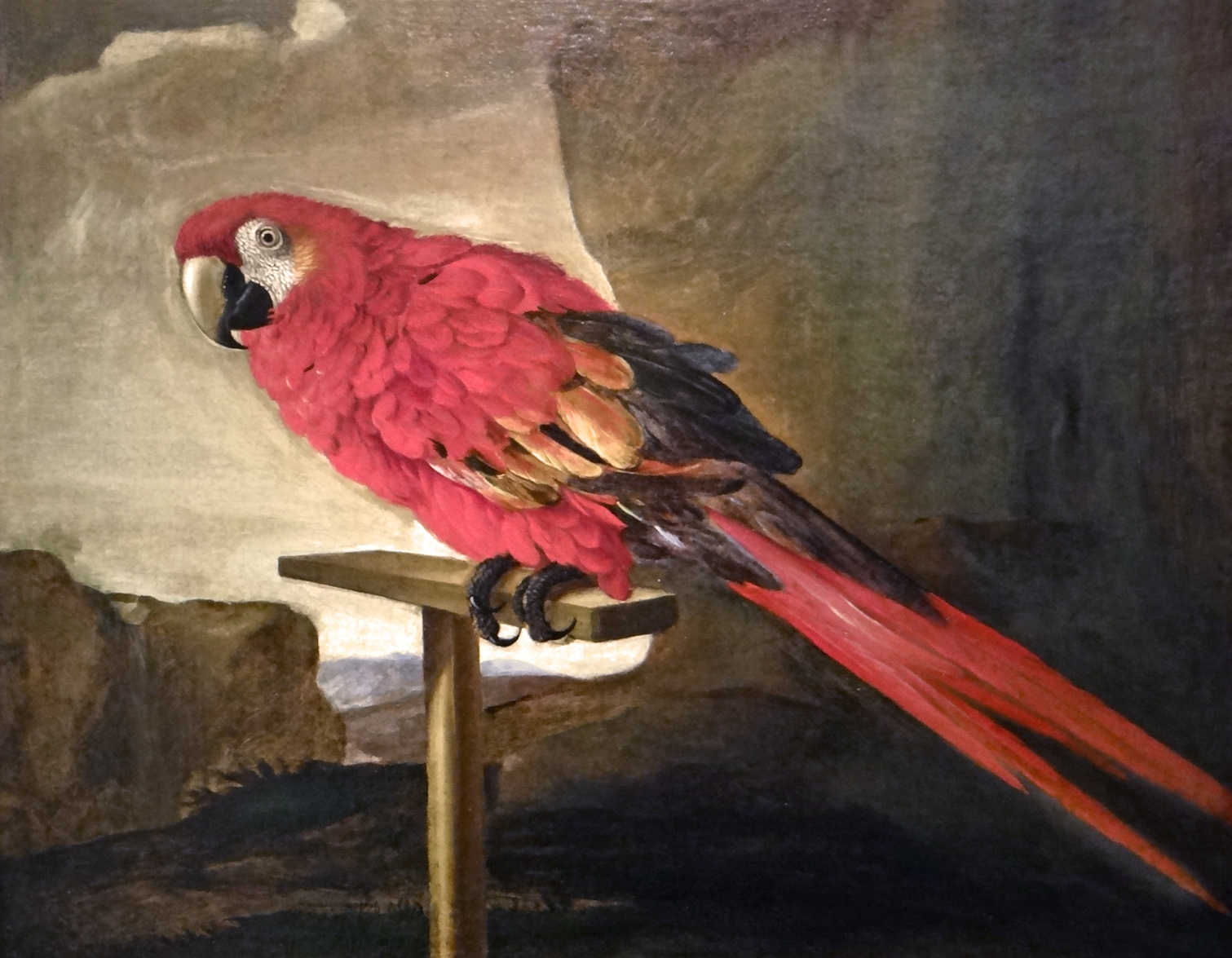
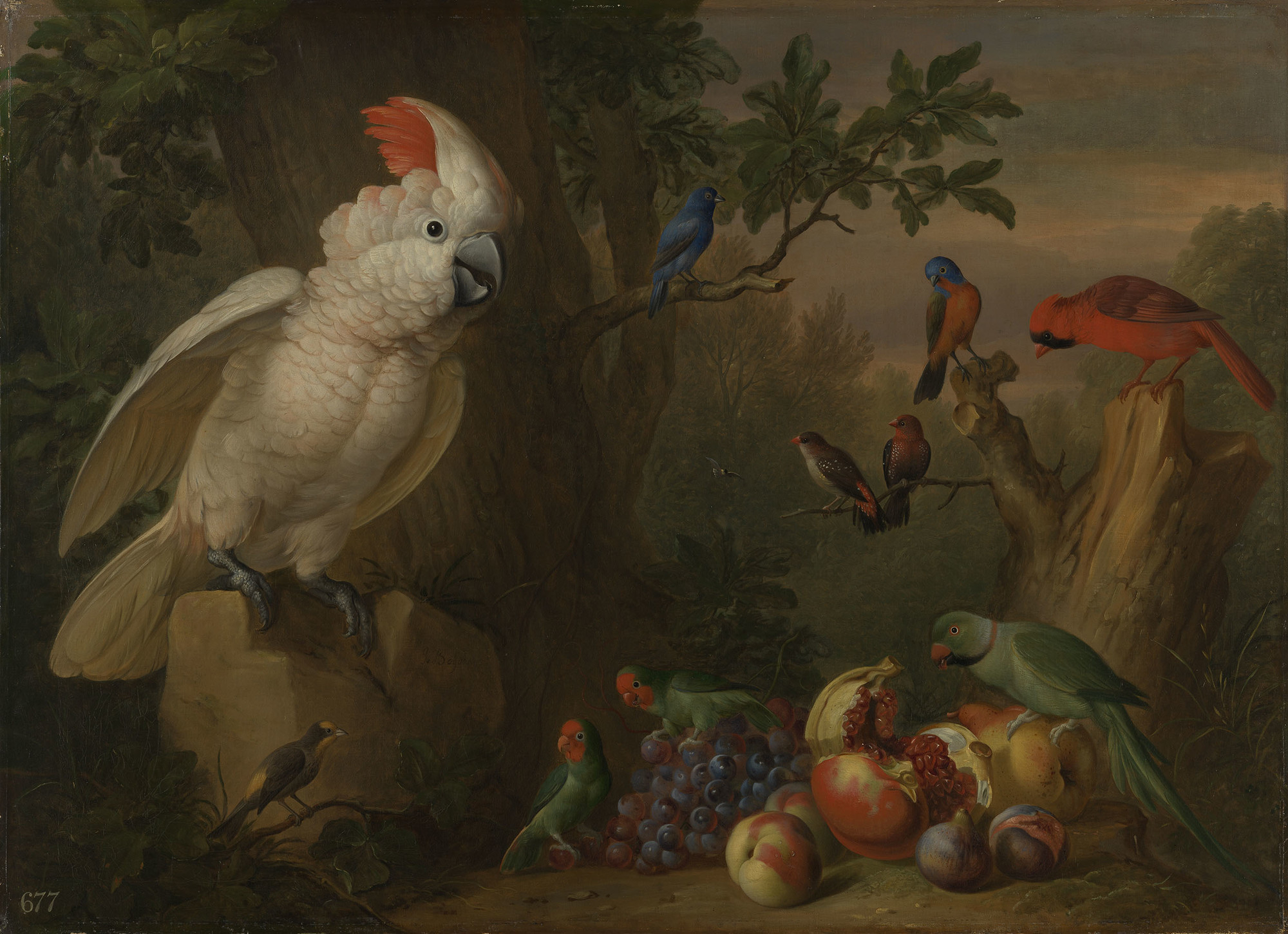
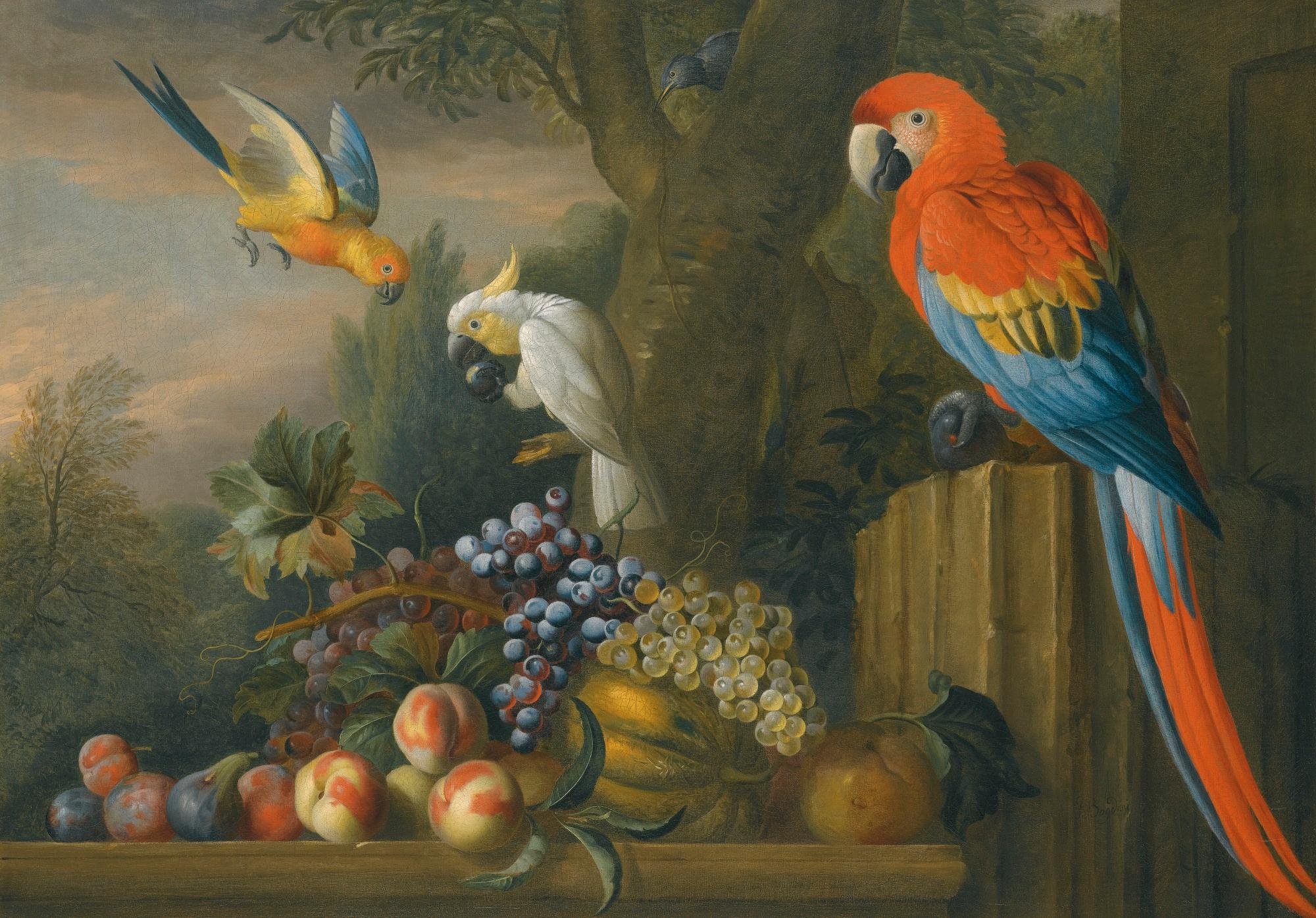
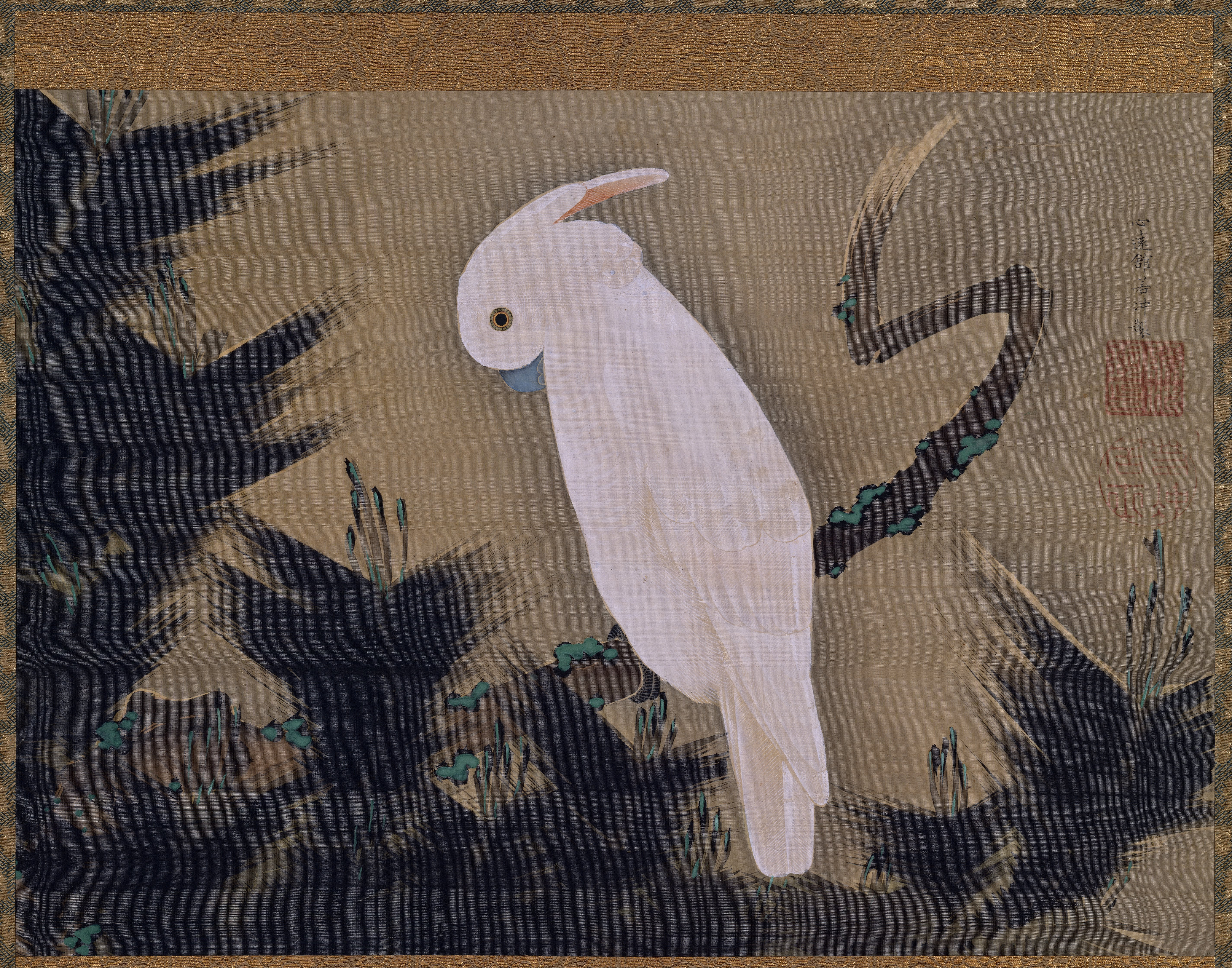
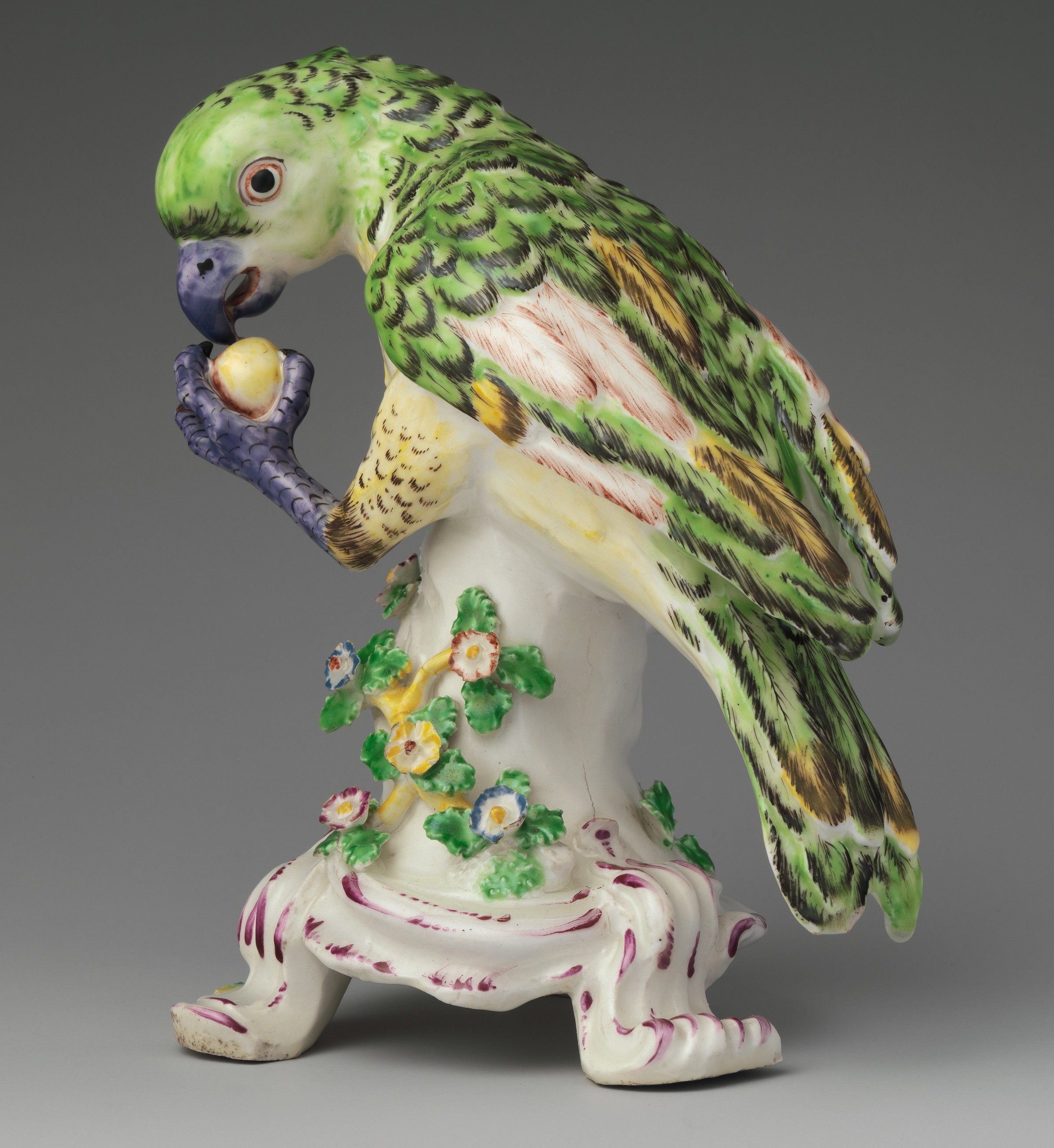
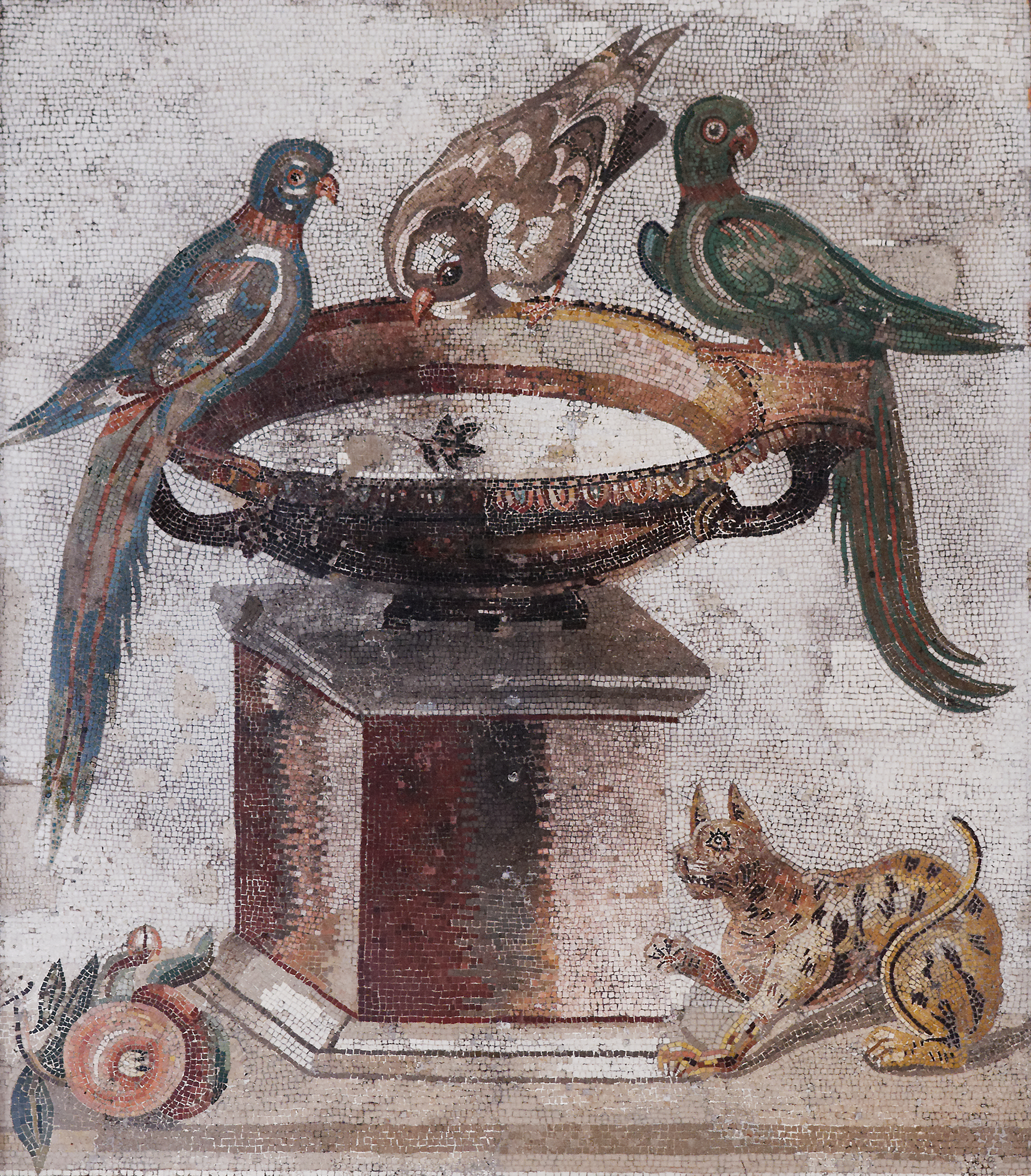

### Amenințări și conservare
Principalele amenințări la adresa papagalilor sunt pierderea și degradarea habitatului, vânătoarea și, pentru anumite specii, comerțul cu păsări sălbatice. Pentru un timp, Argentina a oferit o recompensă pentru uciderea perușilor călugări din cauza faptului că erau considerați dăunători agricoli, ceea ce a dus la uciderea a sute de mii de păsări, deși se pare că acest lucru nu a afectat foarte mult populația generală.
Papagalii, care cuibăresc în cavități, sunt vulnerabili la pierderea locurilor de cuibărit și la concurența cu speciile introduse pentru aceste locuri. Pierderea arborilor bătrâni este o problemă deosebită în anumite zone, în special în Australia, unde arborii potriviți pentru cuibărit trebuie să fie vechi de secole. Mulți papagali trăiesc doar pe insule și sunt vulnerabili în fața speciilor introduse, cum ar fi șobolanii și pisicile sălbatice, deoarece le lipsesc comportamentele antipredator adecvate, necesare pentru a face față prădătorilor.

### Ziua mondială a papagalilor
În fiecare an, pe 31 mai, se sărbătorește Ziua mondială a papagalilor.